# Torre KPMG (Montréal)
La Torre KPMG (Tour KPMG in francese, conosciuta anche come Maison des Coopérants o Place de la Cathédrale) è un grattacielo alto 34 piani situato nel centro di Montréal completato nel 1987. Si trova al numero 600 del boulevard de Maisonneuve Ouest ed ha un'altezza ufficiale di 146 metri. L'edificio è di proprietà ed è gestito da investitori immobiliari dell'Oxford Properties Group.
L'edificio è stato costruito su un terreno di proprietà della Cattedrale di Cristo, che si trova proprio di fronte al palazzo visto da rue Sainte-Catherine. È stato progettato dallo studio di architettura WZMH Architects ed è stato disegnato in modo da collegarla al duomo adiacente.
La torre incorpora al suo interno un centro commerciale sotterraneo conosciuto come Promenades Cathédrale, parte della città sotterranea di Montréal, direttamente collegato alla metro.